# Бакинская высшая школа нефти
Бакинская высшая школа нефти , БВШН (азерб. Baki Ali Neft Məktəbi, англ. Baku Higher Oil School) — высшее учебное заведение, функционирующее в Баку, Азербайджан.

## История
Бакинская высшая школа нефти учреждена 29 ноября 2011 года при Государственной нефтяной компании Азербайджана. Устав школы утвержден в 2012 году.
Школа носит статус ВУЗа, и является единственным среди высших учебных заведений Азербайджана, получившим сертификаты по трём направлениям ISO.
Основной целью является подготовка высококвалифицированных кадров в сфере нефтяной промышленности.
В первый год в школу поступили 116 абитуриентов по специальностям: «Инженер нефти и газа» и «Инженер-химик». Год спустя была создана специальность «Инженер автоматизации процессов».
В рамках школы действует подготовительный курс по информационно-коммуникационным технологиям и английскому языку, который осуществляет подготовку студентов для дальнейшего обучения в ВУЗе.
28 марта 2024 года введена в эксплуатацию научно-исследовательская лаборатория искусственного интеллекта.

## Факультеты
Бакалавриат:
- Нефтегазовая инженерия
- Химическая инженерия
- Инженерия автоматизации процессов
- Информационная безопасность

Магистратура:
- Нефтегазовые технологии
- Оценка и управление месторождениями
- Информатика и управление техническими системами
- Управление бизнесом

Присутствует программа докторантуры.
На декабрь 2021 года в ВУЗе проходят и прошли обучение 205 стипендиатов стипендии Президента АР.

## Структура
Обучение проводится по четырем специальностям:
- Инженер нефти и газа
- Инженер-химик
- Инженер автоматизации процессов
- Информационная безопасность

В 2017 году в эксплуатацию был сдан новый кампус школы.

## Сотрудничество
Бакинская высшая школа нефти сотрудничает с британским университетом Хериота-Уатта. В январе 2012 году вице-президентом ГНКАР и ректором британского университета был подписан меморандум о сотрудничестве.
В июле 2018 года в Пекине ректором БВШН Эльмаром Гасымовым во время встречи с делегацией представителей Китайского нефтяного университета были обговорены условия сотрудничества, в октябре того же года было заключено соглашение о сотрудничестве.
В октябре 2019 года подписан меморандум о взаимопонимании по сотрудничеству с президентом «Bahar Energy Operating Company» Джоном Харкинсом.
С ноября 2019 года Бакинская высшая школа нефти также сотрудничает с Полицейской академией Азербайджана в сфере информационной безопасности.
Осуществляются программы обмена студентов и преподавателей с Измирским университетом Катипа Челеби